# Ramus colli nervi facialis

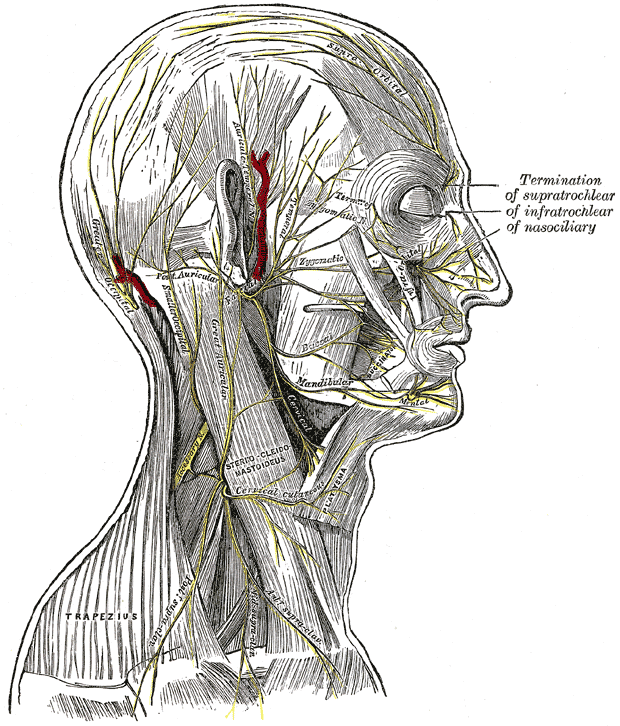
Az arc idegei (a ramus colli nervi facialis az állkapocs szögleténél a sötét részben van jelölve)

A ramus colli nervi facialis a nervus facialis ága. Lefelé fut a nyak oldalán a fültőmirigyből (glandula parotis) kiindulva. A nyaki bőrizomot (platysma) idegzi be.

## Külső hivatkozások
- Kép Archiválva 2008. október 9-i dátummal a Wayback Machine-ben
- Képek
- Képek, leírások
- Kép